# Бюст Антиноя из коллекции Штаусса
Бюст Антиноя из коллекции Штаусса — колоссальный древнеримский мраморный скульптурный портрет греческого юноши Антиноя, фаворита и возлюбленного римского императора Адриана. Он запечатлён в образе синкретического божества Диониса-Осириса. Этот портрет являлся наиболее сохранным и проработанным так называемым мондрагонским типом Антиноя. В ходе Второй мировой войны он был утерян.

## Описание
|                             |  |
| Антиной Мондрагонский       |  |
|                             |  |
| Дионис-Приап из Геркуланума |  |

Данный бюст был выполнен из белого мрамора. Его высота составляла 52 сантиметра, голова от подбородка до макушки — 32,6 сантиметра. По виду причёски голова относилась к так называемому мондрагонскому типу: длинные пряди волос разделены ровным пробором, они легкими волнами спадали на лоб, затем в районе висков уходили наверх, перехваченные лентой как обручем, собраны в пучёк, и снова спадали легкими гирляндами перед ушами, поднимаясь заходили за них, а затем собирались в широкую косу на шее сзади. Волнистые локоны волос с макушки вниз, покрывают голову куполообразно. Пряди волос, которые спадали за ушами на плечи спереди утеряны. Локоны на лбу несколько ассиметричны. Из всех портретов мондрагонского типа данная голова имела наиболее сохранную и проработанную причёску и считается наиболее точным вариантом. Она имеет некоторую схожесть с бронзовым портретом Диониса-Приапа из Геркуланума, такое изображение характерно для древнегреческой скульптуры V века до н. э.. Восстановленный «полубюст» имеет характерную форму «типа Полиньяка». Лицо было значительно переработано: добавлены утраченные нос, подбородок, средняя часть губ, внутренние части обеих бровей, части глаз, кусочек щеки чуть ниже правого глаза, левая мочка уха, части локонов. Лицо имеет характерные для иконографии Антиноя черты: незначительный поворот головы влево, слегка изогнутые прямые расчерченные волосками брови, прямым носом, полными губами и щеками. Уголки рта приподняты, с ямочками по бокам. Глаза не имеют роговицы и зрачков. На середине лба ранее располагался божественный атрибут — египетская корона, отверстие от которой было закрыто при реставрации. На голову также был надет металлический венок из плюща, следы крепления которого заметны на волосах. Подобный головной убор можно видеть на монетах с портретом Антиноя из Тарсуса. Учёные интерпретируют мондрагонский образ как изображение синкретического умирающего и воскрешающегося божества Диониса-Осириса.

## История
После трагической гибели в 130 году н. э. своего фаворита и возлюбленного Антиноя римский император Адриан обожествил его. До самой смерти правителя в 138 году н. э. по всей стране создавались многочисленные скульптуры юноши.
Бюст Антиноя происходит из коллекции кардинала Мельхиора де Полиньяка. Из-за характерного «полубюста» предполагается, что её реставрацию первоначально повёл скульптор Ламбер Сигиберт Адам. В 1742 году при посредничестве антиквара Джованни Людовико Бранкони он был продан королю Пруссии Фридриху Великому. В 1763—1764 годах бюст разместили в картинной галерее резиденции Сан-Суси. Там он, по предположению ряда исследователей, составлял пару портрету Марка Антония, что, видимо, было призвано обеспечить внимание к гибели юноши в Египте. В 1830 году скульптура была выставлена в недавно открывшемся берлинском Старом музее, где получила инвентарный номер «Sk 365» и составлял пару второму портрету по мондрагонскому типу («Sk 366»). В течение XIX века голова Антиноя потеряла свой первоначальный статус выдающегося произведения, поскольку её дополнения стали считаться изъяном. В результате в 1922 году бюст был продан коллекционеру Эмилю Георгю фон Штауссу. В конце Второй мировой войны он был перевезён в замок Шлиц в районе Мекленбурга. О его нахождении после 1945 года ничего не известно.